# Yasumasa Nishino
Yasumasa Nishino (født 14. september 1982) er en tidligere japansk fodboldspiller.
Han har spillet for flere forskellige klubber i sin karriere, herunder Júbilo Iwata, Shimizu S-Pulse, Kyoto Sanga FC og Kamatamare Sanuki.